# Jean-Pierre Blais
Jean-Pierre Blais (né le 21 mai 1949) est un prélat canadien de l'Église catholique. De 2008 à 2025, il est évêque du diocèse de Baie-Comeau.

## Biographie
Jean-Pierre Blais est né le 21 mai 1949 à Saint-Anselme au Québec.
Il est ordonné prêtre le 11 mai 1974 pour l'archidiocèse de Québec.
Il est nommé évêque auxiliaire de l'archidiocèse de Québec le 3 novembre 1994 par le pape Jean-Paul II et nommé évêque titulaire de Knin (de).
Il est consacré évêque le 6 janvier 1995 avec comme co-consécrateurs Jean-Paul Labrie (de) et Marc Leclerc (de).
Le 12 décembre 2008, il est nommé évêque du diocèse de Baie-Comeau. Sa démission pour raison d'âge est acceptée le 18 février 2025. 

## Agressions sexuelles
Jean-Pierre Blais est cité dans une liste des agresseurs sexuels déposée dans le cadre de l’action collective contre l’archidiocèse de Québec, faisant passer le nombre de victimes présumées de 101 à 134.
Les faits se seraient déroulés de 1973 à 1975, au presbytère Charny, à Lévis, avec une victime âgée de 12 ans. Les agressions concernent des « attouchements et masturbation ».
Le 2 décembre 2022, Jean-Pierre Blais a formellement nié toute conduite inappropriée envers la victime.